# Asociación de Zoológicos y Acuarios
La Asociación de Zoológicos y Acuarios o en inglés Association of Zoos and Aquariums (Anteriormente "American Zoo and Aquarium Association" y originalmente "American Association of Zoological Parks and Aquariums") fue fundada en 1924 y es una organización sin fines de lucro dedicada a la promoción de parques zoológicos y acuarios públicos en las áreas de conservación, la educación, la ciencia y la recreación. La sede de la AZA está situado en Silver Spring, Maryland.

## Historia
En octubre de 1981 la Asociación Americana de Parques Zoológicos y Acuarios (AAZPA por sus siglas en inglés) fue creada como una filial del American Institute of Park Executives (AIPE). En 1966, el AAZPA se convirtió en un afiliado de sucursales profesionales de la recién formada National Recreation and Park Association (NRPA que absorbió a la AIPE). 
En el otoño de 1971, los miembros de AAZPA votaron para convertirse en una asociación independiente y, en enero de 1972, fue constituida como el AAZPA, con su oficina ejecutiva ubicada en Wheeling, (Virginia del Oeste), en el Oglebay Park. En enero de 1994, el nombre más corto American Zoo and Aquarium Association (AZA), fue adoptado.
En 1998, había 134 millones de visitas a los zoológicos de América del Norte y acuarios.
Diez años más tarde, en 2008, había 175 millones de visitas a los parques zoológicos y acuarios acreditados a la AZA

## Actividades
La organización está activa en la institución de acreditación, las iniciativas de cuidado de los animales, la educación y los programas de conservación, la investigación colaborativa y la presión política con el fin de lograr este objetivo. Sirve como un organismo acreditador de zoológicos y acuarios, y asegura que los establecimientos acreditados cumplen con altos estándares de cuidado de los animales que están obligados por ley. Las instituciones son evaluados cada cinco años a fin de garantizar que se cumplan las normas y mantener acreditación. La asociación también facilita los planes de Supervivencia de Especies y planes de gestión de la población, que sirven para el ordenamiento sostenible de las poblaciones en cautiverio genéticamente diversas de varias especies animales. Además, la asociación patrocina la revista científica Zoo Biology

## Informe anual sobre la conservación y ciencia
La asociación ha establecido una base de datos computarizada denominada Informe Anual sobre Conservación y Ciencia. Este proporciona un modelo para una base de datos amplia, para ayudar a los proyectos de investigación de seguimiento en todo el mundo. La base de datos se puede buscar por palabra clave, nombre del investigador, tema, país o región, nombre de la institución, título del programa de conservación, el nombre de la institución cooperante (incluidos organismos gubernamentales y organizaciones no gubernamentales, colegios o universidades, parques zoológicos y acuarios no miembros), el tipo de investigación, o la fecha.
En el bienio 2000-2001, las instituciones miembros informaron de que habían participado en más de 2.230 proyectos de conservación (1.390 in situ y 610 ex situ, 230 ambos) en 94 países. Se publicaron 1.450 libros, capítulos de libros, artículos de revistas, ponencias procedimiento, carteles y tesis o disertaciones. Las publicaciones se pueden buscar mediante palabras clave, nombre del autor, tipo de publicación, nombre de la institución, o la fecha.

## Regulación
En los Estados Unidos, cualquier exhibición pública de animales debe estar autorizada e inspeccionada por el Departamento de Agricultura de los Estados Unidos (USDA), Agencia de Protección Ambiental de los Estados Unidos, Administración de Cumplimiento de Leyes sobre las Drogas, Administración de Seguridad y Salud, y otras. Dependiendo de los animales de la exhibición, las actividades de los zoológicos son reguladas por leyes incluyendo la Ley de Especies en Peligro de Extinción, la Ley de Bienestar Animal, el Tratado de Aves Migratorias de 1918 y otros. Adicionalmente, los zoológicos en Norteamérica pueden optar por buscar la acreditación por la Asociación de Zoológicos y Acuarios. La asociación estadounidense ha elaborado una definición de los parques zoológicos y acuarios, como parte de sus normas de acreditación: "Una institución cultural permanente que posee y mantiene animales silvestres en cautiverio que representan más que una colección de fichas y, bajo la dirección de un equipo de profesionales, ofrece su colección con el debido cuidado y exhibe de una manera estética al público sobre una base regular. Asimismo, se define por tener un negocio principal de exposición, conservación y preservación de la fauna terrestre de una manera educativa y científica ". Para lograr la acreditación, un zoológico debe pasar un proceso de solicitud de inspección y cumplir o exceder los estándares de la AZA para la salud y el bienestar animal, recaudación de fondos, personal del zoológico, y la participación en los esfuerzos mundiales de conservación. La inspección es realizada por tres expertos (por lo general un veterinario, un experto en el cuidado de los animales, y un experto en la gestión y operaciones de zoológicos) y luego revisados por un panel de doce expertos antes de la acreditación sea concedida. Este proceso de acreditación se repite una vez cada cinco años. La AZA estima que hay aproximadamente 2.400 exhibiciones de animales que operan bajo licencia del USDA hasta febrero de 2007. Menos del 10% están acreditados y los animales van a evolucionar en el futuro.